# Klocktjärnen, Medelpad
Klocktjärnen är en sjö i Ånge kommun i Medelpad och ingår i Ljungans huvudavrinningsområde. Sjön har en area på 0,14 kvadratkilometer och ligger 331,1 meter över havet.

## Delavrinningsområde
Klocktjärnen ingår i det delavrinningsområde (692662-151346) som SMHI kallar för Mynnar i Ljungans vattendragsyta. Medelhöjden är 296 meter över havet och ytan är 37,79 kvadratkilometer. Räknas de 6 avrinningsområdena uppströms in blir den ackumulerade arean 88,45 kvadratkilometer. Alderängesån som avvattnar avrinningsområdet har biflödesordning 2, vilket innebär att vattnet flödar genom totalt 2 vattendrag innan det når havet efter 86 kilometer. Avrinningsområdet består mestadels av skog (87 procent). Avrinningsområdet har 0,17 kvadratkilometer vattenytor vilket ger det en sjöprocent på 0,5 procent.